# Apoaerenica
Apoaerenica is een kevergeslacht uit de familie van de boktorren (Cerambycidae). De wetenschappelijke naam van het geslacht werd voor het eerst geldig gepubliceerd in 1985 door Martins & Galileo.

## Soorten
Apoaerenica is monotypisch en omvat slechts de volgende soort:
- Apoaerenica martinsi (Monné, 1979)